# 以文会
以文会（いぶんかい）は、千葉県夷隅郡において結成された民権派の政治結社。大政翼賛会の結成によって解散に至るまで夷隅郡及び千葉県の政界の動向に影響を与えた。

## 概要
結成をいつとするかについては、2つの説がある。1つは1879年2月11日に井上幹を司会として東京より愛国社党員などを招聘して開いた講演会にて結成されたとするもので、もう1つは1880年11月15日に同郡大原町（現在のいすみ市）において、県会議員中村権左衛門や高梨正助、君塚省三、井上幹らが開いた親睦会にて結成されたとするものである。千葉県が2度にわたって編纂した県史でも記述が異なり、1962年刊行の『千葉県史 明治編』では前者を、2002年刊行の『千葉県の歴史 通史編 近現代1』では後者を採用している。更に1982年に千葉日報社が刊行した『千葉大百科事典』においては、「井上幹」を担当した高橋在久は前者を、「以文会」「夷隅事件」を担当した小川信雄は後者と異なる説を採用している。千葉県内の他地域では1879年6月に下埴生郡で結成された自立社や1880年3月に長柄郡で県会議員板倉胤臣（第2代県会議長）らが結成した海鷗社などがあり、前者を採用した場合には以文会が千葉県内最初の民権結社となり、後者の場合には自立社や海鷗社よりも後に結成されたことになる。会名は「文を以って、友を会する」の意味で命名されたとされている。
1881年以後、同会の活動は活発化し、参加の動きは当初は豪農層を中心としていたが、この頃には一般農民層にまで広がり、同年11月には会員は700名を超え、会則を改正して当初は特に設置していなかった代表者として幹事3名を置いて高梨・君塚・井上をこれに充てて隔月第二日曜日に演説会を開くことなどを定めた。また、自由党が結成されるとその影響下に入り、同郡に進出してきた立憲帝政党系勢力と対立した。これに対し、当時の千葉県令船越衛は中村を夷隅郡長に任じて懐柔を図る一方、1882年に公布された集会条例などによって圧力を強化した。これによって定期的な演説会開催は困難となったが、1883年には大多喜の大円寺に馬場辰猪・堀口昇を招いて開いた演説会を成功させると、君塚が地租軽減のための活動（減租請願運動）を積極的に主導して勢力を拡大し、自由党内部においても「関東派」の主力となる。その活動は後に「千葉県の自由は夷隅の山中より生る」（『夷隅郡誌』）の格言が言われる程であった。
以文会は自由党内では穏和な路線を採り、講演会や請願活動を中心としてきたが、激化運動によって1884年10月に自由党が解散に追い込まれ、ついで11月には加波山事件の容疑者が千葉県に逃げ込んだのを機に警察は以文会に対して弾圧を行い、高梨・君塚・井上ら幹部16名を逮捕した（夷隅事件）。警察は当初、爆弾による陰謀事件の容疑で捜査をしていたが、立件困難と判断されると高梨・君塚らは釈放されたものの、井上・岩瀬武司ら8名に対してはその言動を理由に容疑を官吏侮辱罪に切り替えて強引に有罪に持ち込んだ。井上は間もなく釈放されるがこの入獄で体を壊し、1886年には急逝して以文会は大打撃を受けた。
第1回衆議院議員総選挙において、夷隅郡は長柄郡・上埴生郡とともに第6区に属していたが、自由党系の候補者として誰を擁立するかが問題とされた。長柄郡・上埴生郡を拠点とし、海鷗社の流れを汲む長生倶楽部は板倉胤臣を候補として擁立する意向を以文会に伝えた。以文会はこれに反発したが、最終的には次回総選挙では以文会から候補を擁立することを条件にこれを承諾、同選挙では無所属（愛国公党説もある）で出馬した板倉を当選させた。だが、この約束は相手側の不満から総選挙の度に離反者を出すなど十分には機能しなかった。それでも選挙制度の変更によって同選挙区が廃止されるまでは、第2回衆議院議員総選挙では高梨正助、第4回衆議院議員総選挙では君塚省三、第6回衆議院議員総選挙では岩瀬武司と、以文会が自由党（愛国公党など旧自由党系政党の合併で再興される）より擁立した候補者が当選している。その後も、以文会は再興した自由党→憲政党→立憲政友会系の有力な郡組織として夷隅郡及び千葉県の政治に影響を与え続けてきたが、1940年に大政翼賛会の結成に先だって立憲政友会が解散されると、以文会も1940年10月13日に大原町で開かれた大会において解散が決議され、新体制運動に飲み込まれることになった。